# Geppella
Geppella, manji rod zelenih algi u porodici Codiaceae, dio reda Bryopsidales. Postoje tri priznate fosilne vrste
Rod je opisan 1940.

## Vrste
1. Geppella decussata E.Y.Dawson
2. Geppella prolifera C.K.Tseng & M.L.Dong
3. Geppella yaeyamensis T.Tanaka